# Regierungsbezirk Erfurt

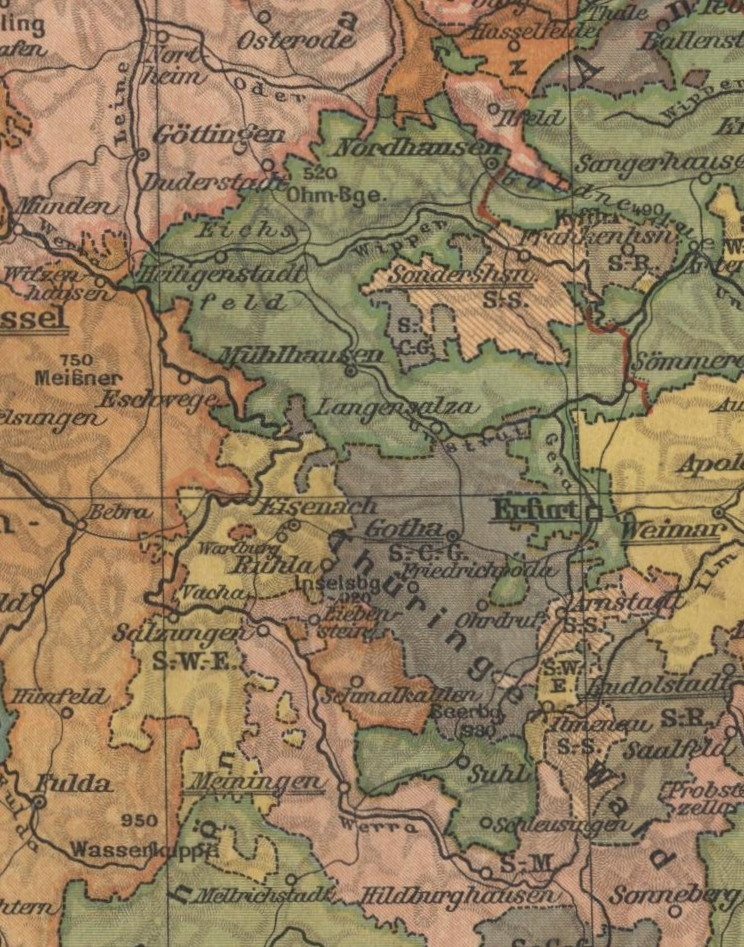
Regierungsbezirk Erfurts utsträckning (markerat i grönt.)

Regierungsbezirk Erfurt var ett regeringsområde i preussiska provinsen Sachsen,
omfattande delar av Harz, Thüringerwald och
Vogtland. 1910 hade en yta på 3 530 km2 och 466 419 invånare, därav
361 667 protestanter och 101 662 katoliker. Området
var delat i 12 kretsar.
- Wikimedia Commons har media som rör Regierungsbezirk Erfurt.

## Källa
Den här artikeln är helt eller delvis baserad på material från Nordisk familjebok, Erfurt, 1904–1926.